# Shang Chunsong
Shang Chunsong (chinesisch 商春松, Pinyin Shāng Chūnsōng, * 18. März 1996 in Zhangjiajie, Hunan) ist eine chinesische Kunstturnerin, die im Erwachsenenbereich seit 2010 für die chinesische Nationalauswahl antritt. Die in Folge von schlechter Ernährung in der Kindheit für ihre äußerst kleine Statur bekannte Athletin führte ihr Team bei den Weltmeisterschaften 2014 und 2015 jeweils zu einem zweiten Platz im Mannschaftsmehrkampf. Als Viertplatzierte verpasste sie 2015 zudem nur knapp eine Bronzemedaille im Einzelmehrkampf und Bodenturnen. Bei den Asienspielen 2014 konnte sie große Erfolge feiern, als sie Gold im Mannschaftsmehrkampf, Silber im Einzelmehrkampf und Bodenturnen und Bronze am Schwebebalken holte. Als Vorbild nennt sie die US-Star-Turnerin Simone Biles.

## Leben und Karriere
Shang Chunsong wurde 1996 im Dorf ShiYanPing in der Provinz Hunan geboren und wuchs in großer Armut auf. Als Kind litt sie unter Mangelernährung. Ihr Bruder verlor fast vollständig sein Augenlicht, da die Eltern, die sich in Changsha als Hilfsarbeiter auf dem Bau durchschlugen, die Behandlung seiner eigentlich zunächst heilbaren Augenkrankheit nicht bezahlen konnten. Als die 7-jährige Chunsong 2003 für die regionale Gymnastikschule im Kreis Yongshun ausgewählt wurde, konnte die Familie sich die monatlichen Gebühren nicht leisten. Ihr damals 13 Jahre alter Bruder Shang Lei brach daraufhin die Schule ab und begann als blinder Masseur zu arbeiten, um Chunsongs Turnausbildung zu finanzieren. Seither war es ihr größter Wunsch bei den Olympischen Spielen zu gewinnen und genug Geld für die Augenbehandlung ihres Bruders zu verdienen, „damit er sehen kann, wie schön die Welt ist.“
Im Alter von zehn Jahren wurde sie 2006 schließlich Mitglied des Teams der Provinz Hunan. Weil damit erstmals ein Gehalt einherging, konnte sie nun auch zum Unterhalt ihrer Familie beitragen.
Trotz gesundheitlicher Probleme und immer wiederkehrenden Erkältungen im Laufe ihrer Karriere, schaffte sie es sich an die Spitze zu arbeiten. 2010 wurde sie in den Nationalkader geholt, mit dem sie im selben Jahr an den chinesischen Nationalspielen teilnahm, allerdings nur Platz 21 belegte. 2012 gab Shang Chunsong bei der Pacific Rim Meisterschaft in Melbourne ihr Debüt im Erwachsenenbereich, wo sie ihren ersten großen Erfolg feiern durfte. Sie gewann Silber mit dem Team und belegte den vierten Platz am Schwebebalken und Stufenbarren sowie den fünften im Einzelmehrkampf. Nachdem sie im selben Jahr auch in das chinesische Team für die Asienmeisterschaften berufen wurde, errang sie neben einer Bronzemedaille im Einzelmehrkampf gleich dreimal Gold: mit der Mannschaft im Mehrkampf sowie im Einzel am Schwebebalken und im Bodenturnen.
Ein weiterer Triumph, für den sie in den chinesischen Medien als „Dreifach-Gold-Königin“ bejubelt wurde, gelang der inzwischen 17-Jährigen im darauffolgenden Jahr bei den Chinesischen Nationalspielen 2013 in Dalian, als sie Gold in drei von vier Einzeldisziplinen gewann (Einzelmehrkampf, Stufenbarren, Bodenturnen) und zudem Bronze am Schwebebalken und mit dem Hunan Team holte. Vom Preisgeld in Höhe von 163.425 US-Dollar erfüllte sie sich den lang gehegten Traum, ihrem Bruder ein Haus zu kaufen. Als er von ihrem Sieg hörte, sagte er laut Xiaoxiang Morning News, dass die Höhe des Preisgeldes nicht wichtig sei, er wolle nur, dass seine Schwester öfter lache.
2013 nahm Shang Chonsung an zahlreichen weiteren nationalen und internationalen Wettbewerben teil und debütierte auf der Tribüne der weltweiten Wettkämpfe. Beim Weltcup in Tokio wurde sie im Einzelmehrkampf zwar nur Vierte, belegte am Schwebebalken aber den ersten und im Bodenturnen den zweiten Platz. Ihre erste Weltmeisterschaft bestritt sie zusammen mit Yao Jinnan, Zeng Siqi und Huang Huidan in Antwerpen. Nach einem Sturz vom Schwebebalken belegte sie im Einzelmehrkampf jedoch nur Platz acht und schloss auch das Finale am Schwebebalken nur als Sechste mit 14.333 Punkten ab. Trotz des enttäuschenden Ergebnisses wurde bei dieser Weltmeisterschaft ein Stufenbarren-Element mit dem Schwierigkeitsgrad F nach ihr „Shang“ benannt.
Wenig erfolgreich verlief auch ihre Teilnahme am Arthur Gander Memorial Wettbewerb später im Jahr, bei dem sie nur Sechste wurde und im Swiss Cup im November, bei dem sie es nicht ins Halbfinale schaffte. Beim Anadia Weltcup in Portugal erkämpfte sie sich trotz eines erneuten Sturzes dagegen Silber am Schwebebalken und Bronze im Bodenturnen und Stufenbarren.
Im Mai 2014 startete sie sehr erfolgreich ins Jahr, mit zwei Goldmedaillen (Balken und Boden), zwei Silbermedaillen (Einzelmehrkampf und Stufenbarren) sowie Bronze im Mannschaftsmehrkampf bei den nationalen Meisterschaften in China. Später im Jahr gewann sie bei den Asienspielen in Incheon mit demselben Team wie im Vorjahr, bestehend aus Yao Jinnan, Chen Siyi, Tan Jiaxin, Bai Yawen und Huang Huidan, Mannschaftsgold. Dabei setzten sie und ihr Kolleginnen sich mit 15 Punkten auf den Zweitplatzierten Nordkorea ab. Im Einzelmehrkampf und am Boden errang Shang Chunsong zudem jeweils Silber und am Balken Bronze.
In diesem Jahr wurde sie auch wieder für die chinesische Auswahl bei den Weltmeisterschaften nominiert. Diesmal erkämpften sich die Chinesen Mannschaftssilber hinter den Kontrahentinnen aus den USA. Shang hatte sich auch für das Finale im Einzelmehrkampf qualifiziert, belegte nach mehreren Stürzen am Stufenbarren schlussendlich aber nur Platz 12. Da in der Finalrunde nur maximal zwei Athletinnen aus einer Nation teilnehmen dürfen, verpasste sie bei diesem Turnier außerdem das Finale am Schwebebalken, obwohl sie sich eigentlich als Fünfte qualifiziert hätte. Da ihre Teamkolleginnen Yao und Bai jedoch besser platziert waren, schied sie aus.
Nach zwei Goldmedaillen beim 2015 São Paulo Weltcup (Stufenbarren, Balken) triumphierte sie auch wieder bei den 2015 Nationalmeisterschaften in China. Ihre drei Goldmedaillen errang sie im Mannschaftsmehrkampf mit dem Team Hunan, im Einzelmehrkampf sowie am Balken, während sie sich am Boden hinter Wang Yan mit Silber zufriedengeben musste.
Zusammen mit Wang Yan, Chen Siyi, Fan Yilin, Mao Yi und Tan Jiaxin wurde sie 2015 zum dritten Mal in Folge in den chinesischen Nationalkader für die Weltmeisterschaft berufen. Während sie im Team eine Silbermedaille erkämpfen konnte, verpasste sie im Einzelmehrkampf und am Boden jeweils knapp das Siegerpodest.
2016 erreichte Shang Chunsong ihr großes Ziel einer Olympiateilnahme. Weil sie Fieber hatte und fünf Tage lang nicht am Training teilnehmen konnte, befürchtete sie zunächst durch eine Teamkollegin ersetzt zu werden, konnte dann aber doch an der Qualifikation teilnehmen und qualifizierte sich trotz einer für ihre Verhältnisse eher schlechten Leistung. Im Mannschaftsmehrkampf errang sie am 9. August 2016 mit dem chinesischen Team Bronze.
Shang Chunsong tritt weiterhin bei nationalen Wettkämpfen an, wo sie sich von ihren Mitturnerinnen mittlerweile durch ihr fortgeschrittenes Alter unterscheidet.

## Wettkampfhistorie
| Jahr | Wettbewerb                 | Mannschaftsmehrkampf | Einzelmehrkampf | Sprungtisch | Stufenbarren | Schwebebalken | Bodenturnen |
| ---- | -------------------------- | -------------------- | --------------- | ----------- | ------------ | ------------- | ----------- |
| 2010 | Nationale Meisterschaften  |                      | 21              |             |              |               |             |
| 2012 | Pacific Rim Meisterschaft  | 2                    | 5               |             | 4            | 4             |             |
| 2012 | Chinesische Meisterschaft  | 3                    |                 |             | 8            | 5             | 4           |
| 2012 | Asienmeisterschaft         | 1                    | 3               |             | 8th          | 1             | 1           |
| 2013 | Tokio Weltcup              |                      | 4               |             |              |               |             |
| 2013 | Chinesische Meisterschaft  | 3                    | 2               |             |              | 1             | 1           |
| 2013 | Anadia Weltcup             |                      |                 |             | 3            | 2             | 3           |
| 2013 | Chinesische Nationalspiele | 3                    | 1               |             | 1            | 3             | 1           |
| 2013 | Turn-Weltmeisterschaft     |                      | 8               |             |              | 6             |             |
| 2013 | Arthur Gander Memorial     |                      | 6               |             |              |               |             |
| 2014 | Chinesische Meisterschaft  | 3                    | 2               |             | 2            | 1             | 1           |
| 2014 | Asienspiele                | 1                    | 2               |             |              | 3             | 2           |
| 2014 | Turn-Weltmeisterschaft     | 2                    | 12              |             |              |               |             |
| 2015 | São Paulo Weltcup          |                      |                 |             | 1            | 1             |             |
| 2015 | Chinesische Meisterschaft  | 1                    | 1               |             |              | 1             | 2           |
| 2015 | Turn-Weltmeisterschaft     | 2                    | 4               |             | 6            |               | 4           |
| 2016 | Chinesische Meisterschaft  | 1                    | 1               |             | 4            | 1             | 1           |
| 2016 | Olympische Spiele          | 3                    |                 |             | 5            |               |             |